# Liz Kessler
Liz Kessler (geboren op 15 oktober 1966) is een Britse schrijver van kinderboeken.

## Biografie
Liz Kessler groeide op in Southport in het North West England, en woonde in Manchester en Cheshire. Ze woont in St Ives, Cornwall.
Liz Kessler studeerde Engels aan de Universiteit van Loughborough en behaalde daarna een onderwijskwalificatie aan de Keele-universiteit, en meer recent een Masters in Creatief schrijven aan de Universiteit van Manchester.
Ze heeft gewerkt als lerares, gaf les in Engels en mediastudies, en gaf ook cursussen Creatief Schrijven. Daarnaast was ze journalist en werkte voor lokale en regionale kranten in zowel York als Manchester.
Ze deed een kort interview op de BBC over creatief schrijven. Ze wordt vertegenwoordigd door de Felicity Bryan Literary Agency, en haar boeken worden uitgegeven door Orion Children's Books.
Haar kinderboeken zijn geschikt voor schoolkinderen in groep 4 tot en met 7, zoals Pippa en de wensfee en Pippa en de dochter van de dromenmaker. Ze schreef ook boeken die geschikt zijn voor een ouder publiek (12+) over onderwerpen als zelfmoord en depressie.
Veel van haar boeken zijn in het Duits vertaald. De Duitse vertaling van haar boek Toen de wereld nog van ons was, uit 2021, won de Duitse Jeugdliteratuurprijs 2023 in de categorie Prijs van de Jeugdjury.